# Enola Gay (hudební skupina)
Enola Gay je česká (mladoboleslavská) rocková kapela. Název převzala po americkém bombardéru B-29 Superfortress, který svrhl jadernou bombu na japonskou Hirošimu.

## Historie kapely
Kapela vznikla v roce 2011 a v obsazení Milan Kratochvíl (kytara, doprovodný zpěv), Karel Neuman (baskytara), Petr Landsinger (bicí) a František Pánek (zpěv) vydává Demo 2012. Časem se ale složení kapely mění a za bicí usedá Patrik Podroužek. Odešel také zpěvák František Pánek a otázkou bylo, kdo ho nahradí. Této role se nakonec ujal kytarista a doprovodný zpěvák Milan Kratochvíl. Vrtuli mladoboleslavského "bombardéru" ještě více roztočila druhá kytara v podání Marka Podroužka. Nová posádka pak za krátkou dobu složila několik nových skladeb, odehrála řadu malých i velkých koncertů. Vystoupila také 14. září 2013 na prvním mladoboleslavském festivalu Rock Air 2013 , který podle tisku navštívilo přes 17 000 diváků. V roce 2013 stihla Enola Gay také vydat své druhé Demo 2013, které bylo významným krokem k plnohodnotnému albu Vzpomínka, které vyšlo v roce 2014.V září 2014 však dochází opět ke změně sestavy a bicích se tak nově ujímá Martin Kubice a sólové kytary Lukáš Bartoš. Začátek roku 2015 přináší další změnu, sólové kytary se ujímá Petr Harsa.

### CD Vzpomínka
Toto debutové album vydala Enola Gay v roce 2014 za spolupráce s Ostravským studiem Citron. Autorem obalu je umělec Petr Polášek, který se stal společně s modelkou Zuzanou Galajdovou, zpěvačkou Monikou Agrebi a hercem a bavičem Jiřím Krytinářem kmotrem Vzpomínky. Album nese jméno podle názvu jedné skladby, která vzpomíná na válečné hrdiny, kteří bojovali za svobodu naší vlasti. CD Vzpomínka nese celkem sedm skladeb.

## Členové kapely
- Milan Kratochvíl (zpěv, kytara)
- Karel Neuman (baskytara, doprovodný zpěv)
- Petr Harsa (kytara, doprovodný zpěv)
- Martin Kubice (bicí)

## Diskografie

### Demo 2012
1. Kůň na zítra
2. Klonové dobrodružství
3. Sběrna Surovin
4. Sny mé nejmilejší

### Demo 2013
1. Anděl smrti
2. Zpověď
3. Brutálně sladká
4. Protest
5. Lačná a zkažená
6. Tragéd
7. Otrok

### Vzpomínka
Nahráno ve studiu Citron v Ostravě
1. Tanec prokletých duší
2. Prolhaná
3. Pláč
4. Houmles
5. Vzpomínka
6. Zpověď
7. Tedův soud